# Edward Powell
Pour les articles homonymes, voir Powell.
Edward Powell (Ne pas confondre avec Philipp Powell lui aussi gallois et martyr) (né en 1478 - décédé le 30 juillet 1540) est un théologien et chanoine gallois exécuté pour avoir refusé de reconnaître Henry VIII comme chef suprême de l'Église. 

## Biographie
Originaire du pays de Galles il passe l'essentiel de sa vie en Angleterre. Étudiant à l'université d'Oxford, il est diplômé de l'Oriel College en 1495. Intéressé par la théologie il est docteur en théologie. Ordonné prêtre il poursuit une carrière académique. Il est recteur de la paroisse de Bleadon dans le Somerset. Chanoine on le retrouve vivant et œuvrant selon la règle des chanoines à Lincoln, Lyme Regis, Calstock, Bedminster, Bristol et finalement Salisbury en 1534. C'est dans cette ville qu'il est arrêté et envoyé à Londres où il est enfermé dans la tour de Londres pendant près de 6 ans. Dans sa prison il retrouve John Fisher bientôt martyr comme lui. Refusant toujours de reconnaître le roi comme chef suprême de l'Église il est finalement condamné à mort pour haute trahison. Il est exécuté avec deux autres religieux à savoir Thomas Abel et Richard Fetherston qui comme lui refusent au roi cette prérogative.
Le destin d'Edward Powell aurait pourtant pu être bien différent. Avant sa chute il était lui-même un proche d'Henri VIII qui l'avait choisi comme un de ses prédicateurs à la cour. Preuve de sa confiance, Henri VIII le chargea de rédiger une réfutation de Luther, ce qu'il fit sous la forme d'un dialogue en trois volumes intitulé en latin Assertio Septem Sacramentorum ou encore Défense des sept sacrements et qui fut applaudi par l'université d'Oxford. Henri VIII le choisira aussi comme théologien chargé de justifier son divorce d'avec Catherine d'Aragon dont il était l'aumônier. À cette occasion il publie Tractatus de non dissolvendo Henrici Regis cum Catherina matrimonio. Mais c'est son clair refus de justifier théologiquement le remariage du roi avec Anne Boleyn qui le fit tomber en disgrâce. Cette disgrâce sera complète lorsqu'il rejoindra le camp des théologiens et clercs refusant de reconnaître le roi comme chef suprême de l'Église.   

## Vénération
Reconnu comme un martyr catholique, Edward Powell fait partie des 54 martyrs anglais et gallois béatifiés en 1886 par le pape Léon XIII. Il est vénéré par l'Église catholique le 30 juillet.